# Heure normale d'Europe centrale
| Bleu clair | Heure d'Europe de l'Ouest / Temps moyen de Greenwich (UTC)                                     |
| Bleu       | Heure d'Europe de l'Ouest / Temps moyen de Greenwich (UTC)                                     |
| Bleu       | Heure d'été d'Europe de l'Ouest / Heure d'été du Royaume-Uni / Heure normale d'Irlande (UTC+1) |
| Rouge      | Heure normale d'Europe centrale (UTC+1)                                                        |
| Rouge      | Heure d'été d'Europe centrale (UTC+2)                                                          |
| Jaune      | Heure normale d'Europe de l'Est / Heure de Kaliningrad (UTC+2)                                 |
| Ocre       | Heure normale d'Europe de l'Est (UTC+2)                                                        |
| Ocre       | Heure d'été d'Europe de l'Est (UTC+3)                                                          |
| Vert       | Heure de Moscou / Heure en Turquie (UTC+3)                                                     |
| Turquoise  | Heure en Arménie / Heure en Azerbaïdjan / Heure en Géorgie (UTC+4)                             |

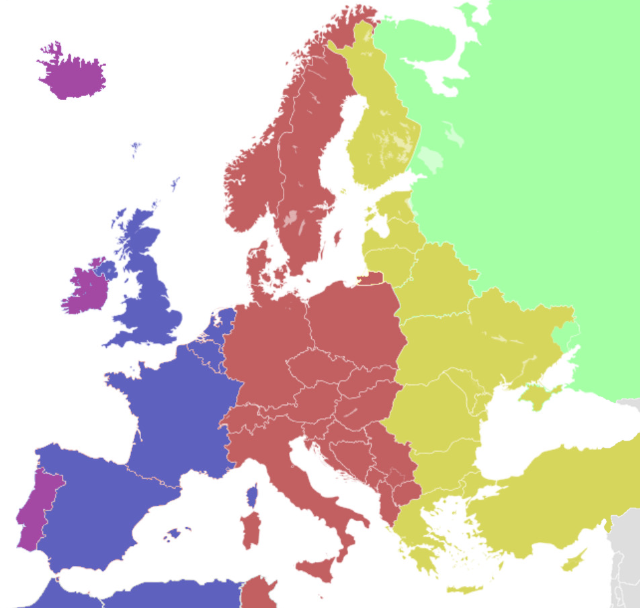
Fuseaux horaires hypothétiques en Europe si chaque pays appliquait systématiquement l’horaire solaire de là où se trouve la partie principale du pays.

L'heure normale d'Europe centrale (HNEC ; en anglais : Central European Time, CET ; en allemand : Mitteleuropäische Zeit, MEZ) est l'un des noms du fuseau horaire UTC+1, en avance d'une heure par rapport au temps universel coordonné (UTC) avec lequel il ne faut pas le confondre. C'est l'heure légale de certains pays d'Afrique et d'Europe. La plupart des pays appliquant l'heure d'été utilisent pendant la période correspondante, l'heure d'été d'Europe centrale (UTC+2) (en anglais : Central European Summer Time, CEST).
Ce fuseau horaire peut être désigné comme « Romance Standard Time » (RST).

## Pays et territoires concernés par l'heure normale d'Europe centrale

### Seulement pendant l'heure d'hiver

#### Hémisphère nord
Dans l'hémisphère nord, l'heure normale d'Europe centrale - également appelée heure d'hiver - est utilisée entre le dernier dimanche d'octobre et le dernier dimanche de mars.
- Albanie
- Allemagne
- Andorre
- Autriche
- Belgique
- Bosnie-Herzégovine
- Bulgarie
- Croatie
- Danemark
- Espagne (y compris les villes africaines de Ceuta et Melilla, mais pas les îles Canaries)
- France (métropolitaine)
- Gibraltar
- Hongrie
- Italie
- Liechtenstein
- Luxembourg
- Macédoine du Nord
- Malte
- Monaco
- Monténégro
- Norvège (y compris Svalbard et Jan Mayen)
- Pays-Bas (métropolitain)
- Pologne
- République tchèque
- Saint-Marin
- Serbie
- Slovaquie
- Slovénie
- Suède
- Suisse
- Vatican

#### Hémisphère sud
Dans l'hémisphère sud, l'heure normale d'Europe centrale est utilisée d'avril à septembre.
- Namibie

### Toute l'année
- Algérie
- Angola
- Bénin
- Cameroun
- République centrafricaine
- République du Congo
- République démocratique du Congo :
  - Kinshasa
  - Bandundu
  - Bas-Congo
  - Équateur
- Gabon
- Guinée équatoriale
- Maroc
- Niger
- Nigeria
- Tchad
- Tunisie